# Kętrzyn
Kętrzyn (tiếng Đức: Rastenburg, tiếng Litva: Raistpilis) là một thị trấn thuộc huyện Kętrzyński, tỉnh Warmińsko-Mazurskie ở đông-bắc Ba Lan. Thị trấn có diện tích 10 km². Đến ngày 1 tháng 1 năm 2011, dân số của thị trấn là 27515 người và mật độ 2658 người/km².